# Varicorhinus dimidiatus
Varicorhinus dimidiatus är en fiskart som beskrevs av Tweddle och Skelton, 1998. Varicorhinus dimidiatus ingår i släktet Varicorhinus och familjen karpfiskar. Inga underarter finns listade i Catalogue of Life.